# Hello, Sister!

Hello, Sister ! est un film américain réalisé par Erich von Stroheim et Alan Crosland, sorti en 1933. C'est le dernier film de von Stroheim en tant que réalisateur, et le seul qui soit parlant. Il est inspiré d'une pièce de théâtre de Dan Powell intitulée Walking Down Broadway.

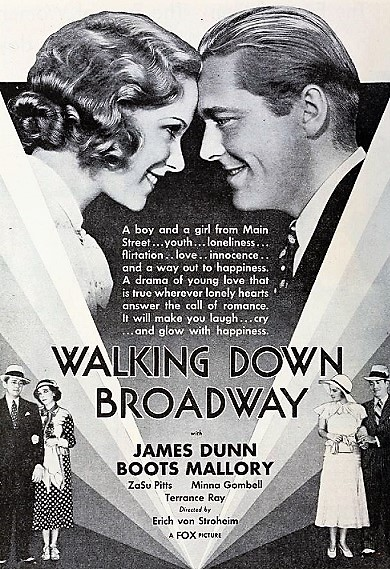
Affiche du film

Le producteur, Winfield Sheehan, a été remplacé par Sol Wurtzel entre le début du tournage et la distribution du film, et comme ce nouveau producteur était hostile au réalisateur austro-américain, il a demandé à Alfred L. Werker de le refondre : ainsi, le film a été mutilé, de nombreuses scènes ne sont pas de von Stroheim, et plusieurs autres cinéastes (Raoul Walsh et Alan Crosland) ont apporté leur pierre à l'édifice.

## Synopsis
Une jeune femme convainc sa sage amie d'aller se promener toutes les deux à Broadway. Elles ne tardent pas à attirer l'attention de deux amis, un jeune homme droit et un qui semble plus malhonnête.

## Fiche technique
- Réalisation : Erich von Stroheim, Alan Crosland
- Durée : environ 60 min.

## Distribution
- James Dunn : Jimmy
- Zasu Pitts : Millie
- Boots Mallory : Peggy
- Terence Ray : Mac
- Minna Gombell : Mona
- Walter Walker : Sedgwick